# アルティンコリ駅
アルティンコリ駅（カザフ語: Алтынколь бекеті）はカザフスタンのアルマトイ州パンフィロフ地区ホルゴスにある、カザフスタン鉄道の鉄道駅である。

## 概要
2012年にトルキスタン・シベリア鉄道アルティンコリ支線の終点駅として開業した。中華人民共和国側の精伊霍線コルガス駅と接続している。